# Васильев, Дмитрий Николаевич
Дмитрий Николаевич Васильев (1919 — 5 января 1984) — советский футболист, защитник, полузащитник. Мастер спорта СССР (1946). Тренер.

## Биография
В первенстве СССР играл в командах группы «Б» / II группы / класса «Б» (1939—1940, вторая половина сезона 1947, 1951—1952) и первой группы / класса «А» (1945 — первая половина сезона 1947, 1949—1950) «Динамо» Харьков (1939—1940), «Динамо» Киев (1944—1947), «Локомотив» Харьков (1947—1952). В чемпионате СССР провёл 89 матчей, забил один гол.
Старший тренер команды «Торпедо» Харьков (1957—1961).